# 梅斯利亞廷

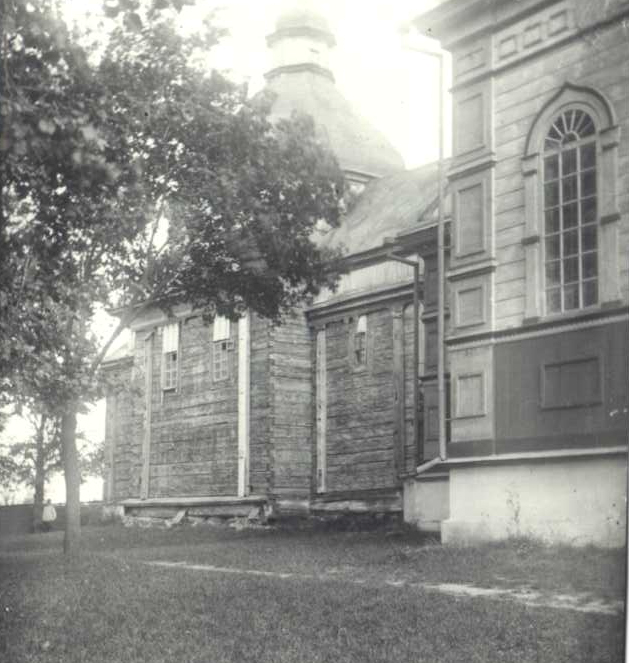

梅斯利亞廷（羅馬化：Mysliatyn）是烏克蘭西部的村莊，隸屬赫梅利尼茨基州的舍佩蒂夫卡區。該村始建於1534年，面積1.74平方公里，海拔高度243米，2001年人口563，人口密度每平方公里324.1人。
50°5′12″N 26°42′43″E / 50.08667°N 26.71194°E